# Sweeney Todd
|  | Per a altres significats, vegeu «Sweeney Todd (desambiguació)». |

Sweeney Todd és un personatge del folklore britànic. En essència, es tracta d'un barber del Londres del segle xix que assassina els seus clients tot tallant-los el coll amb la navalla d'afaitar. Hi ha diverses versions de la història que fan variar, entre altres coses, els motius de Sweeney Todd per cometre els assassinats; així mateix, en algunes versions del relat, la seva amiga i còmplice Margery (o Nellie) Lovett, fa pastissos de carn amb els cossos de les víctimes, que serveix a la seva taverna.

## Orígens
Una de les primeres notícies angleses que tenim de Sweeney Todd fou la seva aparició en una publicació anomenada The People's Periodical, en el número 7 publicat el 21 de novembre de 1846. El conte on surt es titula "The String of Pearls: A Romance" i probablement fou escrit per Thomas Prest, que va crear altres personatges malvats en diferents relats. Acostumava a basar els seus contes de terror en esdeveniments reals, que de vegades llegia en articles sobre crims que apareixien en The Times.

## Procedència
De vegades s'afirma que la història de Sweeney Todd està basada en fets reals, però mai no se n'ha trobat cap prova, cosa que evidencia el seu origen folklòric. Segons el conte anglès, Todd fou processat pels seus crims en l'Old Bailey i fou penjat a Tyburn al gener de 1802, al davant d'una gran multitud. No hi ha cap documentació sobre el judici en els arxius de l'Old Bailey ni en el Newgate Calendar. Tampoc no hi ha reportatges de premsa contemporània sobre el procés o l'execució. El 1878, un contribuïdor del Notes and Queries va assenyalar aquesta absència d'autèntiques fonts verídiques. Si bé Peter Haining defensa la realitat històrica del cas, no ofereix cap data específica o comprovable.

## Curiositats
El 1979 Stephen Sondheim va popularitzar la història amb el seu musical d'èxit. El 2007 Tim Burton el va adaptar al cinema en un film protagonitzat per Johnny Depp.
El metge valencià Jaume Roig recull l'argument de l'obra en uns versos del seu Espill, que va escriure cap al 1460. Vet aquí una prova de l'origen folklòric antic de la història.
En Chris Colfer va escriure durant el seu últim any d'institut una obra musical que era una paròdia de Sweeney Todd anomenada Shirley Todd, en la qual va invertir els sexes dels personatges. El seu paper va ser de Mr. Lovett.
Una llegenda idèntica, fins i tot més antiga, es va desenvolupar a Barcelona: al carrer Pou de la Figuera hi havia en els segles XVII i XVIII un hostal que tenia una barberia en els seus baixos i l'hostaler tenia fama de fer molt bo l'estofat de carn, cosa que ell atribuïa a un secret professional. El fet és que el barber era un assassí, i l'ajuntament va ordenar l'enderroc de l'edifici. Encara avui dia es veu el lloc vuit a l'alçada del número 9 d'aquest carrer.